# Pronolagus
Pronolagus é um gênero de mamífero da família Leporidae. As espécies deste gênero são conhecidas pelo nome comum de coelhos-vermelhos.
- Pronolagus crassicaudatus (I. Geoffroy St.-Hilaire, 1832)
- Pronolagus randensis Jameson, 1907
- Pronolagus rupestris (A. Smith, 1834)